# Ngopp' a luna
Ngopp' a luna è un singolo del rapper italiano Rocco Hunt, pubblicato il 22 gennaio 2019 come primo estratto dal quarto album in studio Libertà.

## Descrizione
Traccia conclusiva dell'album, il singolo ha visto la collaborazione del rapper Nicola Siciliano.

## Tracce
1. Ngopp' a luna (feat. Nicola Siciliano) – 2:17

## Formazione
- Rocco Hunt – voce
- Nicola Siciliano – voce
- Nazo – produzione